# Émile Bodart
Émile Bodart (Roux, 8 april 1942) is een Belgisch voormalig wielrenner.

## Carrière
Bodart reed een keer de Ronde van Frankrijk en won een ploegentijdrit maar reed de ronde niet uit, verder won hij Bordeaux-Parijs als grootste succes. Als amateur en prof won hij ook nog een reeks kleinere en lokale wedstrijden.

## Overwinningen

### Amateur
1963
- Blaton
- Frasnes-lez-Gosselies
- Châtelet
- Charleroi
- Momignies
- Flavion
- Nijvel

1964
- Péruwelz (onafhankelijke)

### Prof
1965
- 3e etappe deel b Circuit des Mines
- Falisolle (onafhankelijke)

1966
- Buggenhout

1967
- Omloop Gemeente Melle
- Sirault

1968
- GP Dr. Eugeen Roggeman
- Herne-Kokejane
- Bordeaux-Parijs
- Tienen

1971
- Ronse-Doornik-Ronse

1973
- Lessen-GP des Carrières
- 3e etappe Ronde van Frankrijk (TTT)

1974
- Tisselt

## Resultaten in de voornaamste wedstrijden
| Jaar | Ronde van Italië | Ronde van Frankrijk | Ronde van Spanje |
| ---- | ---------------- | ------------------- | ---------------- |
| 1965 |                  |                     |                  |
| 1966 |                  |                     |                  |
| 1967 |                  |                     |                  |
| 1968 |                  |                     |                  |
| 1969 |                  |                     |                  |
| 1970 |                  |                     |                  |
| 1971 |                  |                     |                  |
| 1972 |                  |                     |                  |
| 1973 |                  | opgave              |                  |
| 1974 |                  |                     |                  |

| Jaar | Milaan-San Remo | Ronde van Vlaanderen | Parijs-Roubaix | Luik-Bast.‑Luik |
| ---- | --------------- | -------------------- | -------------- | --------------- |
| 1965 |                 |                      |                |                 |
| 1966 |                 |                      |                | 26e             |
| 1967 |                 |                      |                |                 |
| 1968 |                 | 20e                  |                |                 |
| 1969 |                 |                      |                |                 |
| 1970 |                 |                      |                |                 |
| 1971 |                 | 53e                  |                |                 |
| 1972 | 18e             |                      | 44e            |                 |
| 1973 |                 |                      |                |                 |
| 1974 |                 |                      |                |                 |

Wielerploegen van Émile Bodart
Blockx ·
Bodart ·
Campadelli ·
Capiau ·
Clauwaert ·
Coppens ·
Corneillie ·
Coulon ·
Crapez (vanaf 24/09) ·
G. David ·
W. David ·
De Block ·
De Boever ·
De Loof ·
De Pauw ·
E. De Vlaeminck ·
R. De Vlaeminck (vanaf 02/03) ·
De Winter (tot 01/06) ·
Dedeckere ·
Donie ·
Furnière ·
Germain (vanaf 17/02) ·
Gilmore ·
Godefroot ·
Gorez ·
Gosselin ·
Hemeryck ·
Holst ·
Houbrechts ·
Hutsebaut ·
Jarolewski ·
Leman ·
Lievens (vanaf 29/09) ·
Mahieu ·
Messelis ·
Monseré ·
Monteyne ·
Nassen ·
Ongenae (vanaf 28/07) ·
Thoma ·
Van Damme ·
Van de Vijver ·
Van Den Bempt (vanaf 01/04) ·
Van Den Berghe (vanaf 31/03) ·
Van Espen ·
Van Parijs (vanaf 30/09) ·
Vanclooster ·
Vande Moortel ·
Vandromme ·
Vanhoutte ·
Zwaenepoel (vanaf 18/08)
Beugels ·
Blockx ·
Bodart ·
Bravenboer (vanaf 01/08) ·
Clauwaert ·
Corneillie ·
Coulon ·
G. David ·
W. David ·
De Boever ·
De Loof ·
E. De Vlaeminck ·
R. De Vlaeminck ·
Devos (vanaf 01/08) ·
Dierickx ·
Dubois ·
Hemeryck ·
Hutsebaut ·
Leman ·
van Leeuwen (vanaf 01/08) ·
Lievens ·
Loevesijn ·
Loysch (vanaf 01/08) ·
Mahieu ·
Mendes (vanaf 01/03) ·
Meyhi ·
Monseré  ·
Nassen ·
Ongenae ·
Silva (vanaf 01/03) ·
Staes (vanaf 01/09) ·
Van Damme ·
Van de Vijver · 

Van der Slagmolen (vanaf 01/08) ·
Vanmarcke (vanaf 01/08) ·
Verplancke (vanaf 01/08) ·
Zoet ·
Zoetemelk